# Liou Sia
Liou Sia (čínsky pchin-jinem Liú Xiá, znaky 刘霞; * 6. ledna 1979 Čching-tao) je bývalá čínská zápasnice – judistka, stříbrná olympijská medailista z roku 2004.

## Sportovní kariéra
S judem začínala ve 13 letech v Čching-tao. Připravovala se pod vedením Sü Tien-pchinga. V čínské ženské reprezentaci se pohybovala od roku 1997 v těžké váze nad 78 kg, ale kvůli mimořádně vysoké domácí konkurenci se v ní neprosazovala. Do olympijského roku 2004 šla v nižší polotěžké váze do 78 kg a v čínské olympijské nominaci uspěla na úkor své tréninkové partnerky Jin Jü-feng. V Athénách startovala ve výborné formě, ve čtvrtfinále zaskočila strhem kou-uči-makikomi favorizovanou Kubánku Yurisel Labordeovou. Ve finále se utkala s Japonkou Noriko Annová a s favoritkou držela vyrovnaný průběh do poslední minuty, kdy nezachytila Annové levé seoi-nage a prohrála na ippon. Získala stříbrnou olympijskou medaili. Po olympijských hrách se v reprezentaci neprosazovala na úkor Jang Siou-li, se kterou prohrála nominaci na olympijské hry v Pekingu. Vzápětí ukončila sportovní kariéru. Věnuje se trenérské práci doma Čching-tao.

### Vítězství
- 2008 – 2x světový pohár (Hamburk, Varšava)

## Výsledky

### Váhové kategorie
| Turnaj            | 2002       | 2003       | 2004           | 2005           | 2006           | 2007           |
| Turnaj            | 23         | 24         | 25             | 26             | 27             | 28             |
| Turnaj            | těžká váha | těžká váha | polotěžká váha | polotěžká váha | polotěžká váha | polotěžká váha |
| ----------------- | ---------- | ---------- | -------------- | -------------- | -------------- | -------------- |
| Olympijské hry    |            |            | 2.             |                |                |                |
| Mistrovství světa |            | —          |                | —              |                | —              |
| Asijské hry       | —          |            |                |                | —              |                |
| Mistrovství Asie  |            | —          | 2.             | —              |                | 1.             |
| Univerziáda       |            | 1.         |                |                |                | —              |
| Akademické MS     | 2.         |            | —              |                | —              |                |

### Bez rozdílu vah
| Turnaj            | 2002 | 2003 | 2004 | 2005 | 2006 | 2007 |
| Turnaj            | 23   | 24   | 25   | 26   | 27   | 28   |
| ----------------- | ---- | ---- | ---- | ---- | ---- | ---- |
| Mistrovství světa |      | —    |      | —    |      | —    |
| Asijské hry       | —    |      |      |      | —    |      |
| Mistrovství Asie  |      | —    | —    | —    |      | —    |
| Univerziáda       |      | —    |      |      |      | —    |
| Akademické MS     | 1.   |      | —    |      | —    |      |